# Ернст Гассіус
Ернст Гассіус (нім. Ernst Haccius; 11 грудня 1883, Ганновер — 11 лютого 1943, Кавказ) — німецький воєначальник, генерал-лейтенант вермахту. Кавалер Лицарського хреста Залізного хреста.

## Біографія
9 лютого 1914 року вступив в Імперську армію. Учасник Першої світової війни. Після демобілізації армії залишений в рейхсвері. З 1 жовтня 1937 року — ад'ютант 10-го армійського корпусу, з серпня 1939 року — ад'ютант заступника головнокомандувача корпусом. З 23 травня 1940 року — командир 65-го піхотного полку. Учасник німецько-радянської війни. З 5 квітня 1942 року — командир 46-ї піхотної дивізії. Загинув у бою.

## Звання
- Фанен-юнкер (9 лютого 1914)
- Фенріх (1 жовтня 1914)
- Лейтенант (6 грудня 1914)
- Оберлейтенант (18 жовтня 1918)
- Гауптман (1 березня 1927)
- Майор (1 жовтня 1934)
- Оберстлейтенант (1 квітня 1937)
- Оберст (1 квітня 1940)
- Генерал-майор (1 квітня 1942)
- Генерал-лейтенант (1 січня 1943)

## Нагороди
- Залізний хрест 2-го і 1-го класу
- Орден «За військові заслуги» (Баварія) 4-го класу з мечами
- Хрест «За заслуги у війні» (Саксен-Мейнінген)
- Нагрудний знак «За поранення» в чорному
- Медаль «За вислугу років у Вермахті» 4-го, 3-го, 2-го і 1-го класу (25 років)
- Застібка до Залізного хреста 2-го і 1-го класу
- Сертифікат Пошани Головнокомандувача Сухопутних військ Вермахту (3 жовтня 1941)
- Німецький хрест в золоті (27 жовтня 1941)
- Орден Зірки Румунії, командорський хрест (25 листопада 1941)
- Орден Михая Хороброго 3-го класу (Румунія)
- Медаль «За зимову кампанію на Сході 1941/42»
- Кримський щит
- Лицарський хрест Залізного хреста (2 квітня 1943, посмертно)